# Rolf Schmiel

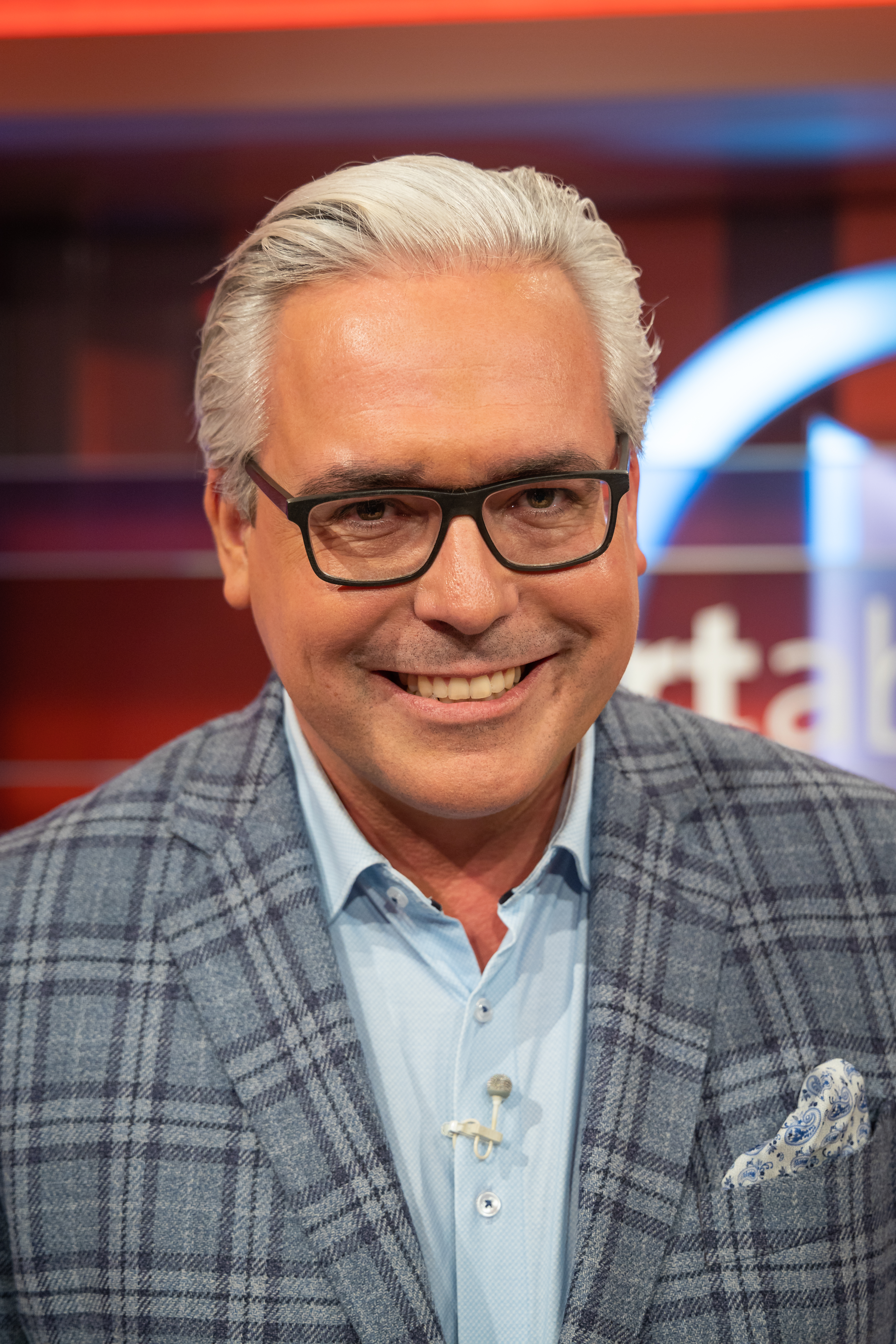
Rolf Schmiel (2022)

Rolf Schmiel (* 15. Mai 1973 in Hattingen) ist ein deutscher Psychologe, Autor, Vortragsredner und Fernsehmoderator.

## Leben
Rolf Schmiel studierte Psychologie und Arbeitswissenschaft an der Ruhr-Universität Bochum. Als diplomierter Psychologe war er zunächst als wissenschaftlicher Mitarbeiter am Lehrstuhl für Kommunikationspsychologie tätig. Seit 1999 ist er als Psychologe und Unternehmensberater selbstständig. Seit 2013 konzentriert er sich auf seine Tätigkeit als Vortragsredner und Medien-Experte. Öffentlich in Erscheinung trat Schmiel mit Auftritten beim Sat.1 Frühstücksfernsehen Radiobeiträgen für BR3, Radio21 und WDR2. 2017 moderierte er an der Seite von Ruth Moschner die SAT.1-Show So tickt der Mensch. In Bayern 3 ist er wöchentlich zu hören und gibt mit seinen Psychohacks Tipps, die das Leben leichter machen sollen. Im gleichnamigen Podcast beschäftigt er sich zusammen mit Radio-Moderatorin Claudia Conrath damit, wie man sich selbst und andere besser versteht.

## Auszeichnungen
- Dreifacher Sieger beim „1. Deutschen Speaker Slam“: Gesamtsieg, Publikumspreis und Award der Redneragenturen[6]
- Coaching Award 2020[7] für besondere Verdienste und Leistungen

## Bücher
- Wichtig ist auf dem Platz, Kick & Sell Media, Essen 2008, ISBN 978-3-9812343-0-5.
- Senkrechtstarter. Campus Verlag, Frankfurt am Main/New York 2014, ISBN 978-3-593-50008-9.
- Psychohacks für ein glückliches Leben: 111 wirksame Tools gegen den Alltagswahnsinn. Edel Books, Hamburg 2023, ISBN 978-3-8419-0839-1.
- Toxic Jobs: Warum die Arbeit so viele in den Wahnsinn treibt und wie wir das ändern können. ZS Verlag, 7. September 2024, ISBN 978-3-96584-468-1.